# Cleisson
Cleisson Edson Assunção, conhecido como Cleisson (Belo Horizonte, 13 de março de 1972), é um ex-futebolista brasileiro que atuava como atacante e volante.

## Carreira

### Jogador
Começou a carreira no futebol amador de Belo Horizonte, atuando como atacante pelo tradicional Santa Tereza.
Logo, despertou interesse do Cruzeiro, onde chegou na categoria júnior e começou a jogar profissionalmente em 1992. No ano seguinte se firmou no time, sendo o artilheiro do time campeão da Copa do Brasil, com 6 gols.
No segundo semestre de 1993, foi emprestado ao Belenenses, de Portugal.
Ao todo, pelo clube conseguiu duas Copas do Brasil, três Estaduais e a Taça Libertadores da América de 1997.
Em 1997, foi para o Flamengo, onde começou a jogar como segundo volante. Foi eleito até o jogador mais odiado do Brasil em enquete com os jogadores feita pela revista Placar naquela época.
Em um jogo das quartas de final da Taça Libertadores de 2000, entre Atlético-MG e Corinthians, Cleisson se desentendeu com o ex-zagueiro Adilson Batista e cuspiu na cara do rival.
Depois jogou em times como Grêmio, Atlético Mineiro (onde atuou por 3 anos como volante), Brasiliense, Sport Recife, Náutico, Pogon Szczecin, Portuguesa, Santa Cruz, dentre outras equipes.
Chegou para reforçar a equipe do Fortaleza ainda no Campeonato Cearense de 2009, fazendo sua estreia no dia 28 de março, durante a vitória de 4 a 2 sobre a equipe do Itapipoca. Fez seu primeiro gol com a camisa Tricolor na vitória de 3 a 2 sobre o Maranguape, no dia 31 de abril, no estádio Alcides Santos. Foi essencial na conquista do Tricampeonato Cearense de 2009. Ao todo, fez 13 jogos pelo clube, marcou 3 gols no Estadual e um gol na Série B. No final de julho de 2009, anuncia fim da carreira.
Após pendurar as chuteiras em 2009, virou treinador.

### Treinador
No dia 23 de fevereiro de 2012, Cleisson foi anunciado como novo treinador do Guarany de Sobral.

## Títulos
Cruzeiro
- Copa do Brasil: 1993, 1996
- Copa Ouro: 1995
- Copa Master da Supercopa: 1995
- Campeonato Mineiro: 1992, 1996 e 1997
- Copa Libertadores da América: 1997

Flamengo
- Campeonato Carioca: 1999
- Taça Guanabara: 1999

Atlético Mineiro
- Campeonato Mineiro: 2000

Fortaleza
- Campeonato Cearense: 2009